# District de Hetang
Le district de Hetang (荷塘区 ; pinyin : Hétáng Qū) est une subdivision administrative de la province du Hunan en Chine. Il est placé sous la juridiction de la ville-préfecture de Zhuzhou.